# Perry Ellis
Pour les articles homonymes, voir Perry Ellis (créateur de mode) et Ellis.
Perry Ellis, né le 14 septembre 1993 à Wichita, Kansas, est un joueur américain de basket-ball. Il évolue au poste d'ailier fort.

## Biographie

### Carrière universitaire
Il passe ses quatre années universitaires à l'université du Kansas où il joue pour les Jayhawks entre 2012 et 2016.

### Carrière professionnelle
Le 23 juin 2016, lors de la draft 2016 de la NBA, automatiquement éligible, il n'est pas sélectionné. En juillet, il participe à la NBA Summer League 2016 de Las Vegas avec les Mavericks de Dallas. En cinq matches, il a des moyennes de 5 points, 2,8 rebonds et 0,2 passe décisive en 12,4 minutes par match. Le 23 septembre 2016, il signe avec les Hornets de Charlotte pour participer au camp d'entraînement et tenter de faire partie des quinze joueurs retenus au début de la saison NBA 2016-2017. Le 22 octobre, il est libéré par les Hornets.

## Statistiques

### Universitaires
| Saison    | Équipe | Matchs | Titul. | Min./m | % Tir | % 3pts | % LF | Rbds/m. | Pass/m. | Int/m. | Ctr/m. | Pts/m. |
| --------- | ------ | ------ | ------ | ------ | ----- | ------ | ---- | ------- | ------- | ------ | ------ | ------ |
| 2012-2013 | Kansas | 37     | 3      | 13,5   | 47,5  | 66,7   | 73,8 | 3,89    | 0,57    | 0,41   | 0,27   | 5,84   |
| 2013-2014 | Kansas | 35     | 34     | 27,8   | 54,9  | 47,1   | 76,3 | 6,69    | 1,03    | 0,83   | 0,57   | 13,49  |
| 2014-2015 | Kansas | 34     | 34     | 28,8   | 45,7  | 39,1   | 73,0 | 6,88    | 1,24    | 0,82   | 0,68   | 13,79  |
| 2015-2016 | Kansas | 38     | 38     | 30,3   | 53,1  | 43,8   | 78,5 | 5,84    | 1,29    | 0,47   | 0,50   | 16,87  |
| Total     |        | 144    | 109    | 25,0   | 50,8  | 43,1   | 75,7 | 5,79    | 1,03    | 0,62   | 0,50   | 12,49  |

## Palmarès
- Consensus second-team All-American (2016)
- 2× First-team All-Big 12 (2015, 2016)
- Third-team All-Big 12 (2014)
- First-team Academic All-Big 12 (2016)
- AP honorable mention All-American (2015)
- McDonald’s All-American (2012)
- First-team Parade All-American (2012)